# バット★21
『バット★21』（原題：Bat*21）は、1988年制作のアメリカ合衆国の映画。
ベトナム戦争中、実際に起きた遭難米兵の救出作戦(Rescue of Bat 21 Bravo)をまとめたウィリアム・チャールズ・アンダーソンのノンフィクションの映画化。

## あらすじ
1972年3月、アメリカ空軍の偵察機EB-66が敵の攻撃を受け墜落、生存者は“バット21”のコードネームで呼ばれるアイシール・ハンブルトン中佐のみ。
米軍は彼の救出作戦を決行しようとするが、敵の攻撃に阻まれ思うように進まない。しかも明朝にはその地域一帯に大規模な一斉攻撃がかけられるというのだ。
そんな中、救出に向かった偵察機パイロットのクラーク大尉は無線でハンブルトンを励まし続け、2人の間には厚い友情が芽生えてくる。

## キャスト
| 役名                         | 俳優                             | 日本語吹替 | 日本語吹替 | 日本語吹替 |
| 役名                         | 俳優                             | VHS版      | TBS版      |            |
| ---------------------------- | -------------------------------- | ---------- | ---------- | ---------- |
| アイシール・ハンブルトン中佐 | ジーン・ハックマン               | 黒沢良     | 黒沢良     |            |
| バーソロミュー・クラーク大尉 | ダニー・グローヴァー             | 池田勝     | 樋浦勉     |            |
| ジョージ・ウォーカー大佐     | ジェリー・リード                 | 山内雅人   | 小林清志   |            |
| ロス・カーヴァー             | デヴィッド・マーシャル・グラント | 安原義人   | 小室正幸   |            |
| ハーリー・ランボー軍曹       | クレイトン・ローナー             | 中尾隆聖   | 梁田清之   |            |
| ジェイク・スコット少佐       | エリック・アンダーソン           | 小室正幸   | 大塚芳忠   |            |
| ダグラス大佐                 | ジョー・ドーシー                 | 中庸助     | 中庸助     |            |

- TBS版：初回放送1990年5月2日『水曜ロードショー』